# باسيليوس بولوس الثاني
باسيليوس بولوس الثاني (ولد باسم بوتسيريل جوزيف بولوس في 12 يونيو 1914 في كانداناد، ماناكوننام، الهند، سبتمبر 1996) أول مفريان لكنيسة مالانكارا اليعقوبية السريانية الأرثوذكسية في الهند.

## النشأة
وُلِد باسيليوس بولوس في 12 يونيو 1914 لوالد نائب كنيسة شيراي القديسة مريم، كاشيشو بوتسيريل جوزيف وإليزابيث. أطلق عليه اسم بولوس وأكمل تعليمه الثانوي في مدرسة شيراي رامافارما الثانوية. بعد الانتهاء من التعليم الجامعي في كلية كوتايام وكلية الوايو المتحدة المسيحية، انضم بولوس إلى مانجينيكارا دايرو. واصل بولوس تعليمه السرياني في عهد الربان عبد الأحد (لاحقًا البطريرك إغناطيوس يعقوب الثالث).

## الرتب الكهنوتية

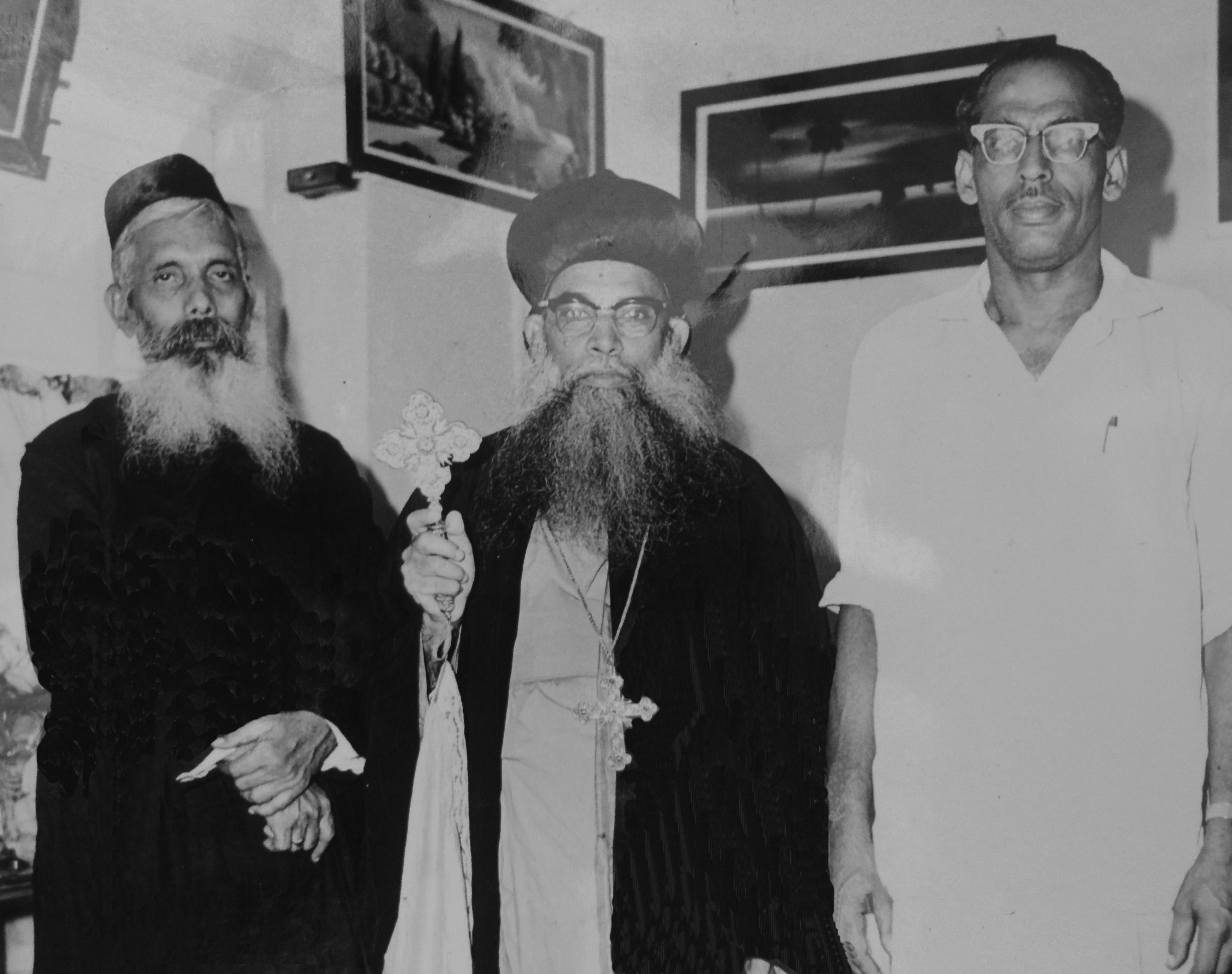

### كاهن
في عام 1934، رسم يوليوس إلياس، مندوب البطريرك إلى مالانكارا، بولوس شماسًا. في عام 1938، رسمه يوليوس كاهنًا في دير مانجينيكارا دايرو. ثم أصبح بولوس سكرتيرًا ليوليوس ومالفونو في مانجينيكارا دايرو.

### مطران
في 25 أبريل 1952، اختار مندوبو أبرشية كنداناد بولوس اسقفا لخلافة أثناسيوس بولوس الذي كان قد أعتزل مهامه الإضافية كمطران كاندناد بسبب المرض. رسم البطريرك إغناطيوس أفرام الأول برصوم بولوس باسم مور فيلوكسينوس في 19 أكتوبر 1952 في حمص، سوريا.

### كاثوليكوس
في 7 سبتمبر 1975، رسم إغناطيوس يعقوب الثالث بولوس ككاثوليكوس الشرق (كاثوليكوس الهند). في 14 سبتمبر 1980، رسم بولوس إغناطيوس زكا الأول عيواص، رئيس أساقفة بغداد، ليصبح بطريرك أنطاكية للسريان الأرثوذكس. كانت هذه هي المرة الأولى في تاريخ بطريركية أنطاكية ان يرأسها كاثوليكوس من مالانكارا في تكريس البطريرك. كما رسم ستة أساقفة لكنيسة مالانكارا.[بحاجة لمصدر]

## موته
دفن الكاثوليكوس باسيليوس بولوس الثاني في مقبرة في ماليكوريشو دايرو بالقرب من بوتينكوريشو في منطقة إرناكولام، كيرالا. بنيت كلية تخليدا لذكراه في بيرامادوم.

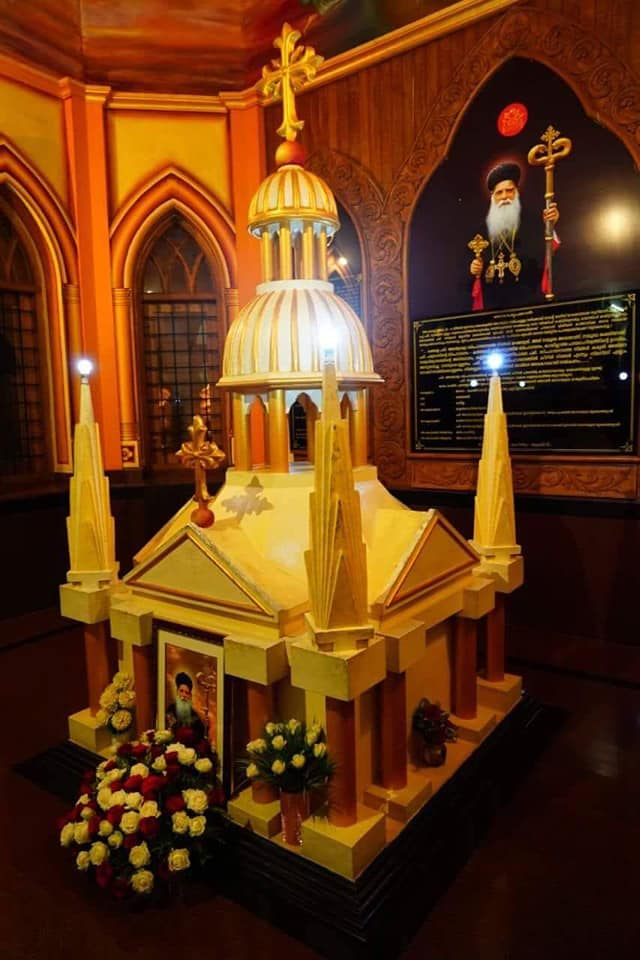
قبر باسيليوس بولوس الثاني